# 신족가족
신족가족(神樣家族)는 일본에서 2003년부터 미디어팩토리에서 간행되고 있던 쿠와시마 요시카즈의 소설 및 그걸 원작으로 하여 2006년에 출간된 만화, 또 같은 해에 제작된 애니메이션을 가리킨다. 우리나라에서도 대원씨아이를 통해, 소설과 만화가 번역되어 나와 있다.

## 줄거리
시대는 가상의 현대 일본으로, 주인공 사마타로는 작품 속 세계를 관장하는 신의 아들이다. 그는 차기 신의 후보로서, 인간에 대해 더 많은 걸 익히기 위해 인간 세계에서 수행중이다. 그러나 그는 가족의 과보호로 뭐든지 이뤄져 버리는, 그러한 매일 속에 그는 매사에 의욕없고 적극성 없는 나태한 소년으로 자라게 된다. 그러던 어느날 자신의 학교로 전학 온 여학생에게 운명적인 첫사랑에 빠지게 되면서, 그는 처음으로 신인 부모님의 손을 빌리지 않고 자신의 힘만으로 사랑을 찾기 위해 한걸음씩 걸어나가려는데....

## 등장인물
(*설명은 애니 내용에 근거를 두고 저술됨.)
카미야마 사마타로(神山 佐間太郞)
성우 - 키시오 다이스케
본 작품의 주인공으로, 차후 신이 될 소년. 현재는 도쿄에 있는 학교에 다니며 인간의 마음을 더 자세히 아는 수행을 하기 위해 평범하게 지내고 있다. 어렸을 때부터 자신이 바라던 일들이 모두 부모님(신)의 기적으로 이루어지는 바람에 매사에 의욕도 없이 멍하게 지내왔다. 그러다 쿠미코를 만난 이후, 처음으로 자신의 힘으로 무엇가를 해 볼 의욕이 생기게 된다. 이후 조금씩 세상일에 관심을 가지게 되간다.
텐코하곤 소꿉친구이면서 맨날 투닥거리는 사이이다. 하지만 나중에 그가 진정으로 좋아하는 사람이 쿠미코가 아닌, 텐코임을 알게 된다.
텐코(テンコ)
성우 - 코시미즈 아미
사마타로의 소꿉친구로, 정체는 천사. 사마타로가 태어나던 날에 신의 기적으로 같은 날 인간세계에 태어났다. 그녀의 역할은 사마타로와 인간세계에서 그가 신으로서 잘 성장하게 감시 겸 돌봐주는 것이다. 현재는 사마타로의 집에 같이 살면서, 카미야마 가 식구들의 가사를 책임지는 일도 같이 하고 있다.
천국에 있었을 때엔 자기가 연상이었다는 이유로 사마타로에게 잦은 폭력을 구사하곤 했지만 사실은 예전부터 사마타로를 짝사랑하고 있는 듯 하다.
감정이 격해지면 머리에서 링 형태의 김을 뿜곤 한다.
코모리 쿠미코(小森 久美子)
성우 - 마에다 아이
어느날 사마타로의 반에 전학 온 여학생. 인간 여자에게 관심도 없었던 사마타로가 한 눈에 반해버린 첫사랑 상대. 매우 가냘프고 왜소한 몸매를 가지고 있으며 차분한 성격을 가지고 있다. 처음엔 잠시 학교를 다니다 전학을 가나, 다시 사마타로 일행에게 돌아오게 된다.
사실 그녀의 정체는 타천사의 후손으로, 어머니인 후미코를 돌보며 살아가고 있었으며 후미코의 건강을 되찾아주기 위해, 다른 이의 꿈 속에 들어가 그 사람의 영혼을 빼앗는 일을 해왔다. 그러나 나중에 어머니인 후미코에게 이용당했다는 걸 알게 된다.
또한 이후 사마타로를 살리고 싶은 마음으로 인해, 자신의 안에 잠든 천사가 각성하게 된다.
카미야마 오사무(神山 治)
성우 - 에바라 마사시
통칭 파파. 사마타로의 부친으로 즉, 극 중 세계의 신. 그렇지만 대충대충 사는 성격에다가, 모습도 신답지 않고, 아들을 위해 기적을 무심결에 써버리거나 하는 등의 엄청난 아들 바보. 런닝을 입고 맥주를 마시며 빈둥빈둥거리는 게 인간들의 생활이라면서 집에서 늘 그렇게 지낸다.
그렇지만 그런 모습에도 사실은 위엄있고 엄격한 신으로, 사마타로의 첫사랑 사건 이후 사마타로를 믿고 천국으로 돌아가 다시 자신의 일에 충실히 한다.
카미야마 비너스(神山 ビ-ナス)
성우 - 카츠라기 나나호
통칭 마마. 사마타로 남매의 어머니로 즉, 극 중 세계의 여신. 보기엔 무척 아름답고 흠잡을 데 없는 미모이지만 아들에 대한 사랑이 너무 지나친 아들 바보에, 남편을 너무 사랑하는 아주머니.
그녀 역시 대충대충 사는 모습처럼 보이나 사실 그녀 역시 깊게 생각할 줄 아는 여신.
카미야마 미사(神山 美佐)
성우 - 토우마 유미
사마타로의 누나로, 여신 후보. 사마타로와 같은 학교에 다니고 있으며, 학교에선 흠잡을 데 없는 미모와 몸매, 품위 등으로 전교생과 선생님의 사랑을 받고 있다. 하지만 집에만 돌아오면 일명 '중년아저씨' 모드가 발동되며, 그런 이중적인 모습에 사마타로는 골치를 썩고 있지만, 정작 자신은 아무렇지도 않게 생각하는 듯.
어머니인 비너스와 같이 사마타로에게 장난을 치는 게 낙인 듯....
카미야마 메메(神山 メメ)
성우 - 칸다 아케미
사마타로의 동생으로, 여신 후보. 언제나 쿨하고 조용한 이미지를 지닌 고스로리풍 소녀. 매사에 적극적이지 않고, 항상 사마타로를 폭주시키며 가지고 노는 마마와 미사 사이에 덤으로 끼어있는 듯한 이미지이다.
키리시마 신이치(霧島 進一)
성우 - 미우라 히로아키
사마타로의 친구. 사마타로와 달리 외모에 매우 신경을 씀. 겉모습은 멀쩡하지만 머릿속은 여자들에 대한 생각만으로 가득 찬, 바람둥이 기질을 가진 소년. 텐코와 사마타로의 사이를 매일 놀려대며 다른 여자에게 시선을 돌렸다는 이유로, 여친인 아이에게 매일 얻어맞곤 한다. 그렇지만 때론 진지한 면을 보여주곤 한다.
타치바나 아이(橘 愛)
성우 - 노토 마미코
사마타로가 신이치의 입원한 병원에서 만난 소녀. 예전에 육교에서 친구(인형) '루루'를 잃었다는 것에 마음의 상처를 입고서, 병원에서 조용하고 늘 우울한 모습으로 문제의 육교만을 바라만 보고 있었다. 그러나 사마타로와 텐코의 도움으로, 헤어진 '루루'랑 재회하게 되고, 밝은 모습을 찾는다.
이후 사마타로의 아버지가 사마타로가 자신을 신이라 밝힌 것에 대한 벌을 준다고 과거로 돌렸을 때, 사마타로가 만났던 당시의 '아이'가 아닌, 극 중에서 신이치가 관심을 보였던 '아이'가 되어 있다.(*극 중에서 신이치가 조용하고 차분했던 성격을 가졌는데, 갑자기 밝은 성격으로 바뀌었다는 여학생에게 관심이 생겼는데, 그 여학생이 마음의 상처를 치유받아 변한 '타치바나 아이'라고 보면 됨.)그리고 이후 신이치하곤 일단은 연인 사이가 된다. 여자만 보면 헤롱거리는 신이치를 보고 "절교"라며 때리지만, 그 다음날엔 아무런 일도 없었다는 듯이 사이좋은 모습을 보여준다.
스구루(スグル)
성우 - 타카토 야스히로
텐코를 천국으로 데려가려고 찾아온 대천사. 그런데 인간세계로 올 때, 카미야마가에 폐를 끼치지 않고 싶다며 돼지저금통의 모습으로 나타남. 대천사이면서도, 텐코에게 되려 얻어맞거나 화풀이 대상이 된다.
후미코하곤 과거에 안면이 있는 듯...
루루(ルル)
성우 - 카네다 토모코/히로하시 료(*초등학생 정도의 루루까진 카네다 토모코님이 담당해주시고, 중학생 이상의 루루부턴 히로하시 료님께서 담당해주심.)
타치바나 아이가 과거에 육교에서 잃어버린 인형. 어린 아이가 루루를 다시 보고 싶다는 간절한 소원에 사마타로의 아버지가 응해줘 인간의 모습으로 사마타로와 텐코에게 보내진다. 이후 텐코와 사마타로의 도움으로 아이와 재회를 한다.
후미코(フミコ)
성우 - 코우다 마리코
쿠미코의 모친으로, 과거엔 천사였지만 인간 남자를 사랑했다가 그 남자가 어린 쿠미코와 자신을 버리고 갔다는 것에 마음의 상처를 입고 악마에게 먹혀 타천사가 되어버렸다. 이후 다른 이의 영혼을 먹으며 지내왔으며, 심지어 자신의 딸인 쿠미코까지 이용해 먹는다.

## 주제곡
오프닝 《Brand New Morning》
노래 - 미즈하시 마이
엔딩 - 《도서관에선 가르쳐주지 않아, 천사의 비밀》
노래 - 쿠도 마유, 미즈하시 마이, 이와키 후미카